# Есерту
Есерту (фр. Essertaux) насеље је и општина у североисточној Француској у региону Пикардија, у департману Сома која припада префектури Амјен.
По подацима из 2011. године у општини је живело 235 становника, а густина насељености је износила 35,61 становника/km². Општина се простире на површини од 6,6 km². Налази се на средњој надморској висини од 147 метара (максималној 154 m, а минималној 100 m).

## Демографија
| 1962. | 1968. | 1975. | 1982. | 1990. | 1999. | 2011. |
| ----- | ----- | ----- | ----- | ----- | ----- | ----- |
| 130   | 135   | 153   | 154   | 197   | 199   | 235   |

График промене броја становника у току последњих година